# Bertholdia almeidai
Bertholdia almeidai är en fjärilsart som beskrevs av Lauro Travassos 1950. Bertholdia almeidai ingår i släktet Bertholdia och familjen björnspinnare. Inga underarter finns listade i Catalogue of Life.